# US Cremonese
Unione Sportiva Cremonese, zkráceně jen Cremonese je italský fotbalový klub hrající v sezóně 2025/26 ve 1. italské fotbalové lize sídlící ve městě Cremona v regionu Lombardie.
Klub byl založen 24. března 1903 jako Unione Sportiva Cremonese. Sdružení založené skupinou přátel, původně byl zamyšlen jako multi-sportovní klub, jehož účelem bylo šířit a usnadňovat tělesnou výchovu, lásku ke sportovním aktivitám, disciplínu a harmonii mezi mládeží, aby bylo užitečné pro vlastní a vlast. U federace byla zaregistrovala v roce 1912. Začala hrát regionální soutěž a v sezoně 1920/21 hráli nejvyšší ligu a hráli ji až do sezony 1929/30 když sestoupili. Nejhorší období v historii klubu bylo mezi roky 1951 až 1976. To klub hrál ve třetí lize a také čtvrtou ligu. V sezoně 1983/84 se po dlouhých 54 letech klub probojoval do nejvyšší ligy. Zůstali v ní jednu sezonu a opět hráli ve druhé lize.
Dne 8. března 2002 Domenico Luzzara (vlastnil klub od roku 1967) klub prodává společnosti Graziano Triboldi. I když klub byl ve finanční krizi a hrál čtvrtou ligu nikdy neohlásil bankrot. A tak za svoji více než stoletou historii neměl změnu názvu klubu ani žádný bankrot.
Nejvyšší soutěž hrál klub v 15 sezonách (naposled 2022/23). Nejlepší umístění je 10. místo v sezoně 1993/94. V Italském poháru je největší úspěch semifinále v sezoně 1986/87.
Ve druhé lize klub odehrál 34 sezon. Nejlepší umístění je 2. místo v sezoně 1992/93.

## Změny názvu klubu
- 1913/14 – US Cremonese (Unione Sportiva Cremonese)

## Získané trofeje

### Vyhrané domácí soutěže
- 3. italská liga (5×)

1935/36, 1941/42, 1976/77, 2004/05, 2016/17
- 4. italská liga (3×)

1953/54, 1967/68, 1970/71

## Účast v ligách
| Úroveň soutěže | Název soutěže (nynější název) | První hraná sezona | Poslední hraná sezona | celkem odehraných sezon |
| -------------- | ----------------------------- | ------------------ | --------------------- | ----------------------- |
| 1              | Serie A                       | 1922/23            | 2025/26               | 16                      |
| 2              | Serie B                       | 1930/31            | 2024/25               | 34                      |
| 3              | Serie C                       | 1935/36            | 2016/17               | 43                      |
| 4              | Serie D                       | 1952/53            | 2003/04               | 9                       |

Historická tabulka Serie A od sezony 1929/30 do 2024/25.
| Celkové místo | Odehraných sezon | Celkem bodů | Celkem zápasů | Celkem výher | Celkem remíz | Celkem proher | Celkové skore |
| ------------- | ---------------- | ----------- | ------------- | ------------ | ------------ | ------------- | ------------- |
| 46            | 8                | 201         | 272           | 48           | 84           | 140           | 258:435       |

## Fotbalisté

### Historické statistiky
| Počet utkání | Počet utkání       | Počet utkání |  | Počet branek | Počet branek        | Počet branek |
| Pořadí       | Jméno              | Počet        |  | Pořadí       | Jméno               | Počet        |
| 1.           | Manuel Lori        | 339          |  | 1.           | Claudio Coralli     | 58           |
| 2.           | Joachim De Gasperi | 299          |  | 2.           | Enrico Sambo        | 49           |
| 3.           | Alberto Marchesan  | 285          |  | 3.           | Manuel Iori         | 49           |
| 4.           | Davide Carteri     | 260          |  | 4.           | Riccardo Meggiorini | 44           |
| 5.           | Roberto Musso      | 235          |  | 5.           | Alessandro Sgrigna  | 39           |

### Rekordní přestupy
| Nákup  | Nákup            | Nákup     | Nákup       | Nákup         |  | Prodej | Prodej           | Prodej    | Prodej  | Prodej         |
| Pořadí | Jméno            | sezona    | klub        | částka        |  | Pořadí | Jméno            | sezona    | klub    | částka         |
| 1.     | Cyriel Dessers   | 2022/2023 | Genk        | 6,5 mil. Euro |  | 1.     | Cyriel Dessers   | 2023/2024 | Rangers | 5 mil. Euro    |
| 2.     | Felix Afena-Gyan | 2022/2023 | Řím         | 6 mil. Euro   |  | 2.     | Giuseppe Favalli | 1992/1993 | Lazio   | 2,58 mil. Euro |
| 3.     | Charles Pickel   | 2022/2023 | Famalicão   | 3,8 mil. Euro |  | 3.     | Dario Marcolin   | 1992/1993 | Lazio   | 2,58 mil. Euro |
| 4.     | Emanuel Aiwu     | 2022/2023 | Rapid Vídeň | 3,5 mil. Euro |  | 4.     | Mauro Milanese   | 1995/1996 | Turín   | 2,5 mil. Euro  |
| 5.     | Jari Vandeputte  | 2025/2026 | Catanzaro   | 3,3 mil. Euro |  | 5.     | Mauro Bonomi     | 1992/1993 | Lazio   | 2,5 mil. Euro  |

## Na velkých turnajích

### Účastníci Mistrovství světa
- Władysław Żmuda (MS 1986)
- Gustavo Dezotti (MS 1990)
- Anders Limpar (MS 1990)
- Johan Vásquez (MS 2022)

#### Účastník Mistrovství Evropy
- Luka Lochoshvili (ME 2024)

### Účastník Copa América
- Gustavo Neffa (CA 1991)

### Účastník Afrického poháru národů
- Charles Pickel (APN 2023)

### Účastník Olympijských her
- Mauro Bonomi (OH 1992)
- Giuseppe Favalli (OH 1992)
- Dario Marcolin (OH 1992)

## Česká stopa

### Hráči
- Jan Polák (2016/17)
- Roman Macek (2017/18)